# أركور
اركور (لومبارد: أكور) كومونا في إقليم مونزا وبريانزا في إقليم لومباردي الإيطالي، وتقع على بعد نحو 20 كيلومترا (12 ميلا) شمال شرق ميلانو.

## نبذة
تقع أركور على حدود البلديات التالية: أوسماتي فيلاتي، كامبارادا، ليسمو، بيسونو، فيميركات، فيلاسانتا، كونكوريتسو.

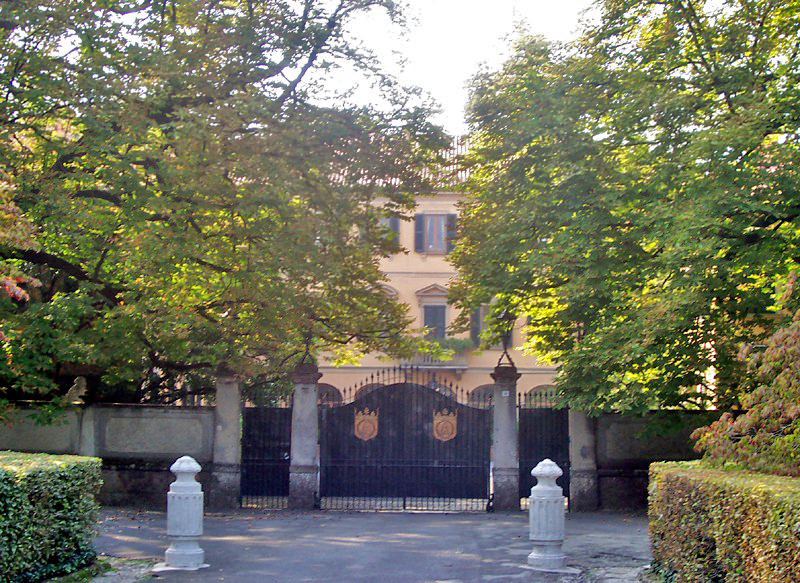
فيلا سان مارتينو ، الإقامة الشخصية لسيلفيو برلسكوني.

وأصل المدينة غير واضح: حسب مصطلحات الاسم، فمن المحتمل أن تكون قابلة للتحديد خلال الإمبراطورية الرومانية. ولإقرار هذه الفرضية هناك عناصر مختلفة: وجود قرون من القرن والاكتشاف، في القرون الوسطى، لسلة رخامية رومانية، محفوظة الآن في المتحف الاثري في ميلانو.
وتعود أقدم الوثائق المكتشفة حتى الآن إلى القرن العاشر. ويخضع أركور، في القرون الوسطى، لسيطرة «بيفي أوف فيمركات»، وهو موثق تاريخيا بوجود أديرين، هما «لا كاسا ديل أوميليت» في سانت أبوليناري و«دير بينديكتين» في سان مارتن أوف تور.
وبحلول القرن ال 16، تبدأ عدة عائلات نبيلة من اللومبارد (كازاتي، دوريني، جوليني، فاسمارا، دادا، باربو) ببناء فيلات مهمة كثيرة تحيط بها عادة الحديقة، فيل دي ديليزيا، بما فيها فيلا بارتيمو دادا، فيلا لا كازولا وفيلا سان مارتينو (المقر الحالي لسيلفيو برلسكوني).
بعد إعادة توحيد إيطاليا (1861)، من خلال بناء محطتي السكك الحديدية في أركور (الأولى في فيلا بوروميو-دادا، والثانية - من خط آخر للسكك الحديدية - يقع في كايانكا-بوتتافافا) وإنشاء صناعات عديدة (مثل غيليرا)، توسعت المدينة تدريجيا لتصبح، اليوم، واحدة من أكثر المدن نشاطا وأكبر المدن في بريانزا.